# おやすみ、ロジャー
『おやすみ、ロジャー』（原題: Kaninen som så gärna ville somna: en annorlunda godnattsaga、英題: The Rabbit Who Wants to Fall Asleep: A New Way Of Getting Children To Sleep）は、カール＝ヨハン・エリーンによる絵本である。邦訳版は飛鳥新社にて出版されており、100万部の大ベストセラーとなっている。

## 概要
世界や日本で大ヒットした、読むだけで子どもがすぐ眠くなる、眠る「心理学的効果」が実証済みの絵本。
スウェーデンの行動科学者により2010年に自費出版された絵本から始まり、2015年8月に英訳版が「英アマゾン史上初の、自費出版本による総合ランキング1位」を獲得した。
日本では発売から7年で発行部数100万部を記録し、2016年の年間ベストセラー第2位（日本出版販売株式会社調べ）となり、同年、声優の水樹奈々と中村悠一による朗読CDつきブックが発売。

## ストーリー
眠りたくても眠れないうさぎのロジャーが、だれでも眠らせてくれる「あくびおじさん」のもとを訪ねる。その道中に「おねむのカタツムリ」や「ウトウトフクロウ」などの動物が登場し、ロジャーに楽に眠ることのできるヒントを与えてくれる。

## 登場人物

### ロジャー
ねむりたくも今すぐには眠れない小さなうさぎ。年齢はちょうどきみと同い年。好きなことはきみとそっくり一緒で、楽しいことをして遊ぶこと。そのため、早くに眠ることより、遅くまで起きて遊ぶほうが好き。
ロジャーのきょうだいは全員、毎晩、おかあさんうさぎがベッドに連れて行くとすぐに眠ってしまうが、ロジャーだけはすぐに眠れない。

### おかあさんうさぎ
ロジャーの母親。
眠れないロジャーときみをあくびおじさんの元に連れて行ってくれる。

### おねむのカタツムリ
背中に自分の家を背負った親切なカタツムリ。
ロジャーときみがあくびおじさんの元へ行く最中に会う。ロジャーときみに眠るヒントを教えてくれる。

### ウトウトフクロウ
美しくて賢いフクロウ。いつも眠たそうな目をしている。
ロジャーときみがあくびおじさんの元へ行く最中の小道で会う。ロジャーときみに眠るヒントを教えてくれる。
ウトウトフクロウが教えるメソッドは、自律訓練法がベースになっており、医療現場でも使われている効果的な方法である。

### あくびおじさん
はらっぱの向こう側に住む老人。
家の外には「わしはだれでもねむらせる」という看板が立っており、玄関には「眠る準備ができたら、ドアをノックすること、いますぐ」と小さな看板を立てている。
分厚い本と目には見えない魔法の薬でロジャーときみを眠らせてくれる。

### きみ
読み聞かせ対象の人物。
年齢がロジャーと同い年であり、好きなこともロジャーと一緒。
眠れなくて困っている。

## 読み方の手引き
『おやすみ、ロジャー』は、子どもたちの寝つきをよくするために書かれた本。そのためゆっくりと、できるだけおとぎ話にふさわしい声で、邪魔をされない環境で読み聞かせるように心がける。そして、子どもが途中で眠ってしまっても起こさず、最後まで必ず読み上げること。
絵を見せながらという従来の読み聞かせとは異なり、子どもが横になって話を聞かせるとリラックスできるので、それを推進する。
この本には特別に組み立てられた文や厳選された言葉が含まれているが、心理学上の意図があるため、言葉を変えずに読むこと。

## 注意事項
「本作を読む際には、車を運転している人のそばでは絶対に音読しないこと」と絵本の三ページ目には赤字で書かれている。それほどまでに効果が見込まれるため、必ず気を付けること。

## 典拠
- おやすみ、ロジャー特設サイト（飛鳥新社）
- 「おやすみ、ロジャー 朗読CDブック」（飛鳥新社）